# ČSD-Baureihe E 467.0
Die Fahrzeuge der ČSD-Baureihe E 467.0 waren elektrische Lokomotiven der Tschechoslowakischen Staatsbahnen (ČSD). Sie kamen auf dem früheren 1,5-kV-Gleichstromsystem im Eisenbahnknoten Prag zum Einsatz.

## Geschichte
Anfang der 1920er-Jahre planten die ČSD eine umfassende Elektrifizierung ihrer Eisenbahnstrecken mit 1500 Volt Gleichstrom. Die ČSD bestellten 1925 insgesamt 16 elektrische Probelokomotiven für die ersten geplanten Strecken im Prager Knoten. Darunter waren auch drei Lokomotiven für den Personenzugdienst, welche von Škoda in Plzeň gebaut werden sollten.
Die drei Lokomotiven wurden 1927 von Škoda an die ČSD ausgeliefert. Sie erhielten entsprechend ihrer Achsfolge und Achsmasse die Baureihenbezeichnung E 466.0. Zwei weitere Lokomotiven mit höherer Achslast und Leistung wurden 1930 in Dienst gestellt. Deshalb zeichnete man 1931 alle Lokomotiven in die Baureihe E 467.0 um.
Die Lokomotiven wurden bis 1964 ausgemustert.

## Technische Merkmale
Die Lokomotiven waren als Einrahmenlokomotiven mit Einzelachsantrieb ausgeführt. Die Kraftübertragung von den Doppelmotoren auf die Achsen erfolgte mit dem sogenannten Škoda-Antrieb. Um einen guten Bogenlauf zu ermöglichen, waren die jeweils äußeren Treibradsätze zusammen mit den Laufachsen in einem Drehgestell geführt.